# 爆乳姐姐 ～把弟弟榨乾喔！
《爆乳姐姐 ～把弟弟榨乾喔！》（ばくあね 〜弟しぼっちゃうぞ!）是一款成人戀愛冒險遊戲，由Atelier KAGUYA（BARE & BUNNY）定於2014年1月31日發售。系列續作《爆乳姐姐2 ～把弟弟完全榨乾喔！》於2017年1月27日發售。
該作後來改編成OVA《爆乳姐姐 把弟弟榨乾喔！THE ANIMATION》由PinkPineapple定於2014年8月29日在日本發售。

## 劇情
主角早崎涼史郎是一名高中生，同時也是有名的足球員。在一場比賽中腿部嚴重受傷後，決定回家進行康復訓練。儘管關係已經疏遠了好幾年，但他的四位姐姐仍然熱情地歡迎他回家。當姐姐們發現涼史郎的行李藏有一些蘿莉系的色情雜誌和DVD後，開始以康復和人格矯正為藉口，對他進行性誘惑...

## 角色
早崎涼史郎
本作男主角。家中老幺，從小就深受姐姐們的寵愛。
高中生，同時也是有名的足球員，曾是國際青年足球賽的日本代表。在一次比賽中腿部嚴重受傷後，涼史郎回到了家鄉進行康復訓練。
憑藉英俊的外表和健美的身材，涼史郎擁有眾多女粉絲，即使轉學到高中後也一直受到其他女學生的追求。
早崎乃繪實（聲優：HIMARI）
早崎家長女，涼史郎同父異母的姐姐。本名是諾薇·克蘿伊·早崎，擁有一半法國血統。由於父母長期在外地工作，所以家務基本都是由乃繪實肩負。
她也是涼史郎就讀的高中的校醫，迷人的身材使她深受男學生們的歡迎。
早崎友梨音（聲優：大和櫻）
早崎家次女。人氣寫真偶像。個性直率，直言不諱。
家中最寵愛涼史郎的人，也是第一位對涼史郎進行性誘惑的人。即使不能結婚，也想一直待在涼史郎身邊。
早崎實櫻（聲優：榛名蓮）
早崎家三女。大學生。憑著美麗的外貌和姣好的身材，深受男同學們歡迎，甚至還被選為校園小姐。
在涼史郎搬進宿舍之前兩人曾經大吵一頓，自此兩人的關係變得疏遠。
雖然有著冰山美人的外表，但事實上，她和友梨音一樣寵愛涼史郎，對其他男人毫無興趣。
早崎菜留（聲優：御苑生芽衣）
早崎家四女。與涼史郎念同一所高中，在學校裡以「戴眼鏡的文學美少女」聞名。
個性內向，喜歡妄想，總是壓抑著自己的感情。

## OVA
改編OVA《爆乳姐姐 把弟弟榨乾喔！THE ANIMATION》由PinkPineapple於2014年8月29日發售。2018年5月18日發售導演剪輯版，並於2024年6月獲得FANZA成人動畫月度排行榜第九位。2019年8月30日發售《爆乳姐姐&爆乳姐姐2 THE ANIMATION 藍光完全版》，內容同時收錄《爆乳姐姐 把弟弟榨乾喔！THE ANIMATION》和《爆乳姐姐2 把弟弟完全榨乾喔！THE ANIMATION》兩部作品。

## 外部連結
- 遊戲官方網站 （日語）